# The Five Cities of June
The Five Cities of June ist ein US-amerikanischer Kurz-Dokumentarfilm von 1963. Regie führten Walter de Hoog und Bruce Herschensohn.

## Handlung
Der Film dokumentiert fünf verschiedene Ereignisse auf der ganzen Welt, die im Juni 1963 stattgefunden haben:
- Im Vatikan wurde vom 3. Juni bis zum 21. Juni 1963 Paul VI. zum Papst gewählt.
- Am 16. Juni 1963 schickte die Sowjetunion als Teil des Wettlaufs ins All die beiden Raketen Wostok 5 und Wostok 6 in den Weltraum. Walentina Tereschkowa war die erste Frau im Weltraum.
- In Südvietnam fanden Kämpfe zwischen kommunistischen Vietnamesen und US-Soldaten statt.
- In Tuscaloosa, Alabama wendete sich Gouverneur George Wallace mit dem sogenannten Stand in the Schoolhouse Door gegen die Integration der „Rassen“ an der University of Alabama.
- Am 26. Juni 1963 besuchte John F. Kennedy den Rudolph-Wilde-Platz in Berlin und hielt seine berühmte „Ich bin ein Berliner“-Rede

## Hintergrund
Als Regisseur wird vor allem Bruce Herschensohn genannt, während im Vorspann auch Walter de Hoog aufgeführt wird. Herschensohn zeichnete auch für Musik und Drehbuch verantwortlich. Die Erzählstimme stammt von Charlton Heston. Der Film entstand mit Mitteln von News of the Day. In den Vereinigten Staaten gehört der Film zur Public Domain.
Bei der Oscarverleihung 1964 war der Film als Bester Dokumentar-Kurzfilm nominiert. Ausgezeichnet wurde aber letztlich Lauro Venturis Chagall, produziert von Simon Schiffrin.